# Atyusz III Atyusz
Atyusz (III) Atyusz (in ungherese Atyusz nembeli (III.) Atyusz; ... – dopo il 1233) fu un influente nobile ungherese e membro più illustre della sua famiglia che ricoprì la carica di giudice reale dal 1215 al 1217 sotto Andrea II d'Ungheria.

## Biografia

### Origini e discendenza
Discendente della stirpe degli Atyusz, era il primogenito di Atyusz II (noto anche come Atyusz il Grande), il quale ereditò la maggioranza dei beni di famiglia da suo fratello (o zio), Stefano, che non aveva figli, secondo il testamento di quest'ultimo. Aveva almeno un fratello minore, Lorenzo, che ricoprì anche la carica di giudice reale per un breve periodo nel 1222 (delle precedenti opere genealogiche si riferivano erroneamente a Lorenzo come figlio di Atyusz III). Forse anche Dionigi I era fratello di Atyusz III Lorenzo. Essendo una famiglia molto estesa, Atyusz III ebbe diversi cugini illustri, tra cui Salomone (anch'egli giudice reale nel 1222 e stretto alleato di Atyusz) e Miska III e Sal. Lo storico del XIX secolo Mór Wertner si è riferito erroneamente ad Atyusz come membro della stirpe dei Vázsony.
Secondo un documento dalla dubbia autenticità del 1320, falsamente datato 22 marzo 1262, la moglie di Atyusz III era una nobildonna Berbur della stirpe degli Hont-Pázmány, figlia di Sebes Hont-Pázmány, mastro coppiere tra il 1209 e il 1217. Come lo statuto recita, il comes Abramo, figlio di Sebes, vendette Zánka a sua sorella, che aveva precedentemente ereditato da Atyusz III, suo cognato. Sebbene il documento risulti sicuramente un falso, lo storico Gábor Nemes ha accettato comunque che le informazioni si trovino sul matrimonio di Atyusz, poiché l'obiettivo della falsificazione del diploma non viene influenzato da un simile aspetto. Lo statuto non autentico corrispondeva a una controversia che riguardò le famiglie Amadé e Szentgyörgyi per il possesso di Várkony (oggi parte di Vrakúň, in Slovacchia).
Atyusz III e Berbur ebbero due figli: il maggiore, Atyusz IV, fu menzionato come persona vivente solo una volta nel 1236 in occasione della vendita di un possedimento. Secondo un documento reale emesso da Béla IV d'Ungheria nel 1244, Atyusz IV fu assassinato da un certo Puchuna della Slavonia, che «aveva commesso numerosi omicidi e altri crimini». Come scrive Béla IV, l'interno regno d'Ungheria pianse la morte di Atyusz IV.
Ebbero anche un altro figlio di nome Györk (o Gyurkó), la cui prima menzione risale al 1248, quando si dice fosse in possesso di Sevnica (oggi in Slovenia). Nel 1251 vendette Pécsely al capitolo di Vesprimia e giurò protezione alla diocesi di Vesprimia. Sposò una figlia non identificata di Michele Hahót (cugino del bano e martire cristiano Buzád Hahót). Ebbero un figlio, Atyusz V, che possedeva Dabrony nel 1274. Due anni dopo, Atyusz V fu accusato di slealtà da Ladislao IV d'Ungheria, il quale gli confiscò il castello di Szentmiklós e lo donò a Benedetto III, arcivescovo di Strigonio e ai suoi fratelli, Dedalus, ispán del comitato di Zala (1273-1274), Beke e Stefano. Atyusz V morì senza terre né eredi, e il ramo di Atyusz III si estinse con lui nel 1276.

### Politica
Atyusz compare per la prima volta nei documenti medievali nel 1202, alla guida del comitato di Fejér fino al 1203 e durante gli ultimi anni di re Emerico. Essendo fedele al duca Andrea, perse la sua influenza politica dopo il 1203, quando il fratello di Emerico si ribellò apertamente contro il monarca per l'ennesima volta nell'autunno del 1203. Egli riacquistò la propria influenza alla corte reale solo dopo l'inaspettata morte dell'ancora bambino Ladislao III nel 1205. Andrea II, che era salito al trono, lo nominò ispán del comitato di Zala e questi preservò la carica fino al 1206. Stando a uno statuto dell'epoca, amministrò il comitato di Pozsony, una delle unità territoriali più importanti, nel 1207. Nel medesimo anno, agì inoltre in veste di ispán dei comitati di Vesprimia e di Vas. Dal 1209 e fino al 1212 ricoprì la carica di ispán del comitato di Sopron.
Nel 1214 fu nominato bano di Slavonia e ispán del comitato di Somogy. Come ha suggerito László Markó, Atyusz deteneva già tale ruolo dal 1209, ma questa ricostruzione non è stata giudicata credibile da Attila Zsoldos. Vi è un solo documento a testimoniare la sua prima parentesi in qualità di bano, quando Atyusz inviò il suo pristaldus Lorenzo Ajkai in occasione di una controversia legale. Nel 1215 Andrea II lo nominò giudice reale, la seconda carica secolare più prestigiosa in Ungheria; in quell'anno, gli venne assegnato pure il comitato di Bács. Pur essendo stato con ampia verosimiglianza giudice reale fino al 1217, secondo un documento dalla dubbia autenticità mantenne tale dignità anche nel 1218. Nel 1216 acquistò il feudo di Tomadio dal palatino Pat Győr, che aveva ricevuto la terra a titolo di risarcimento dal re Andrea dopo che questa era stata confiscata a Tiba Tomaj, coinvolto nell'omicidio del palatino Csépán Győr, fratello di Pat. Dopo breve tempo, ad ogni modo, Atyusz vendette il feudo in esame.
Insieme al fratello Lorenzo, Atyusz partecipò alla quinta crociata di Andrea tra il 1217 e il 1218. Tornato in patria, Atyusz prestò 200 marchi d'argento alla corona in cambio della restituzione di Kamešnica, precedentemente confiscata da Béla III d'Ungheria ai parenti. In tal modo, Andrea II fu in grado di pagare gli ingenti debiti della corte reale generati dalla quinta crociata, alla quale papa Innocenzo III lo aveva intimato di partecipare nonostante i continui rimandi. Nel 1219 (o prima) Atyusz fu nominato giudice reale della regina Iolanda e preservò tale dignità fino al 1221. Fu inoltre ispán del comitato di Bodrog nel 1219 e del comitato di Varasdino nel 1220, dopodiché bano di Slavonia per la seconda volta al posto del cugino Salomone Atyusz. Quest'ultima carica viene riferita nel 1221 con la formula di «bano di Dalmazia e Croazia» (in latino banus Dalmatie et Chroatie). Atyusz pubblicò la prima carta di cui si ha conoscenza promulgata da un bano (conservata a Zara) quando sindacò a proposito del monastero dei santi Cosma e Damiano di Biograd na Moru (in ungherese Tengerfehérvár) e sui Cavalieri Templari durante un processo. In seguito all'emanazione della bolla d'oro del 1222, la quale riconosceva vari diritti in capo agli aristocratici a sfavore del monarca, scompare dalle fonti per anni. Dal 1226, tornò a essere giudice reale presso la corte della regina. Oltre a ciò, fu nominato a capo del comitato di Bodrog nel 1228. Svolse la funzione di giudice reale al servizio della regina fino al 1229, quando fu sostituito da Pietro Tétény.
Atyusz III entrò in conflitto con Bartolomeo, vescovo di Vesprimia nel 1232, che si rivelò la prima pietra miliare verso l'autodeterminazione degli aristocratici. Secondo l'accusa di Bartolomeo, Atyusz III aveva «ingiustamente e violentemente sequestrato e mantenuto il possesso del territorio vescovile di Wezmech, e si era rifiutato di restituirlo». Al contrario, Atyusz sosteneva che la terra appartenesse all'antica proprietà della famiglia Atyusz. I nobili locali del comitato di Zala, chiamati servitori reali, sollecitarono il signore e i suoi potenziali testimoni a comparire dinanzi al loro tribunale in tre occasioni, ma Atyusz non si degnò di rispondere e, pertanto, il procedimento si concluse in favore di Bartolomeo. I servitori reali emisero il cosiddetto diploma di Kehida per chiedere a re Andrea II di riconoscere il loro verdetto come direttamente applicabile, poiché Atyusz si rifiutò di restituire la terra alla diocesi di Vesprimia e impedì con la forza al pristaldus Andronico Apáti di eseguire la sentenza. In seguito, i servitori reali furono in grado di far rispettare il verdetto quando Bartolomeo vendette Wezmech a Michele Hahót nel 1239. Il diploma di Kehida fu il primo segno della formazione dei "comitati nobiliari". A partire dagli anni successivi al 1230, la terminologia utilizzata negli atti della corona per riferirsi ai «servitori reali» iniziò a cambiare e vennero sempre più frequentemente detti «servitori nobili» (in latino nobiles sevientes) e, in seguito, come «nobili o servi» (in latino nobiles seu sevientes), mentre, infine, il decreto del 1267 emanato dal re Béla IV identificò i «servitori reali» con i nobili.